# Истерли, Джен
Джен Истерли (англ. Jen Easterly; род. 8 июня 1968, Нью-Йорк) — директор Агентства по кибербезопасности и защите инфраструктуры в администрации президента США Джо Байдена. Бывший офицер разведки Агентства национальной безопасности (АНБ).

## Образование
В 1990 году Истерли получила степень бакалавра в Военной академии США и степень магистра искусств в области политики, философии и экономики в Колледже Пембрук, где она училась в качестве стипендиата Родса.

## Карьера
С января 2000 по июнь 2002 года работала инструктором, а затем ассистент-профессором департамента социальных наук Военной академии США.
С июня 2002 по июнь 2004 года она была исполнительным помощником советника президента США по национальной безопасности. С июня 2004 по июнь 2006 года — старшим офицером батальона, а затем оперативным офицером бригады в Командовании разведки и безопасности армии США. В 2006 году присоединилась к Агентству национальной безопасности (АНБ) и была направлена в Багдад, Ирак, в качестве начальника группы криптологических служб. С октября 2008 по октябрь 2009 года Истерли также была частью специального подразделения АНБ Tailored Access Operations.
С апреля 2009 по июль 2010 года служила в Кибернетическом командовании США, в создании которого она принимала участие. С сентября 2010 по апрель 2011 года Истерли была советником по кибербезопасности АНБ в Кабуле, Афганистан. С мая 2011 по октябрь 2013 года, после ухода из армии в звании подполковника, она занимала должность заместителя директора АНБ по борьбе с терроризмом. С октября 2013 года по февраль 2016 года была специальным помощником президента США Барака Обамы и старшим директором по борьбе с терроризмом в Совете национальной безопасности США. После ухода администрации Обамы Истерли присоединилась к финансовому конгломерату Morgan Stanley качестве глобального главы отдела, отвечающего за обеспечение кибербезопасности фирмы.

### Администрация Байдена
12 апреля 2021 года президент США Джо Байден официально заявил о намерении выдвинуть Истерли на пост директора Агентства по кибербезопасности и защите инфраструктуры. Сенаторы и средства массовой информации в целом положительно отреагировали на её выдвижение. 12 июля 2021 года Сенат Конгресса США единогласно утвердил её на этот пост.
Является членом Совета по международным отношениям и Франко-американского фонда.